# Arthur Dix

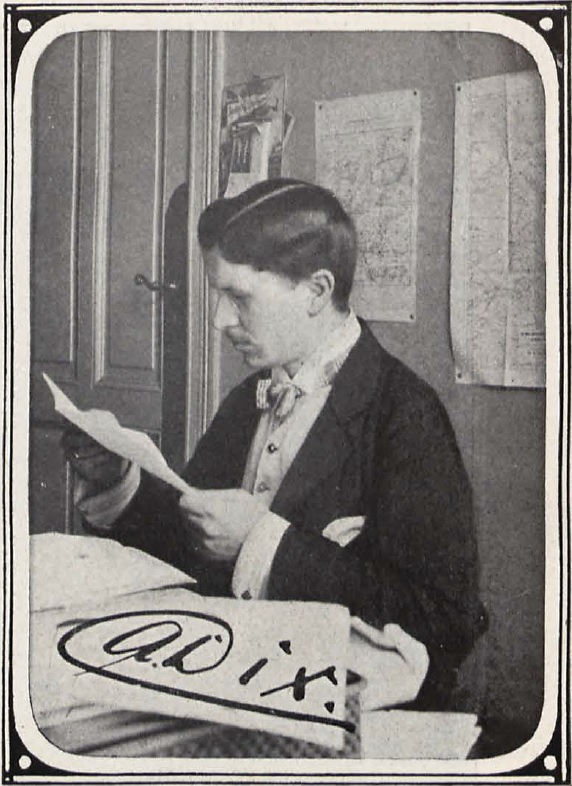
Arthur Dix. Foto von 1905.

Arthur Dix (* 30. November 1875 auf dem Rittergut Kölln in Westpreußen; † 25. März 1935 in Berlin) war ein deutscher Ökonom und Geopolitiker. Er ging als Schüler Gustav von Schmollers aus der jüngeren historischen Schule der Ökonomie hervor.

## Leben und Wirken
Einer seiner Vorfahren war der holländische Maler Adriaen van der Werff. Sein Vater Leo Dix war als Rittergutsbesitzer mit Betty Hagemann verheiratet. Nach dem Besuch des Realgymnasiums nahm er von 1895 bis 1899 ein Studium der Staatswissenschaften in Berlin, Königsberg und Leipzig auf. Seit 1897 betätigte er sich als Assistent am staatswissenschaftlichen Seminar in Berlin. Gleichzeitig führte er auch eine Tätigkeit im Reichsmarineamt aus.
Seit 1899 gehörte er der Redaktion der Publikation Nationalliberale Korrespondenz an. Ein Jahr später wechselte er zur Redaktion der National-Zeitung, wo er von 1904 bis 1905 als Chefredakteur wirkte. Im Jahre 1905 wurde er selbständig und gründete die Korrespondenz Deutscher Bote – Nationale Zeitungskorrespondenz für Politik und Volkswirtschaft. Von 1911 bis 1920 arbeitete er für die Zeitschrift Die Weltpolitik. Dem Kriegsausschuss der Deutschen Industrie gehörte er von 1914 bis 1915 an, um dann 1915 als Soldat in Russland eingesetzt zu werden.
Von 1916 bis 1918 war er im Pressebüro beim Kaiserlichen Bevollmächtigten in Sofia beschäftigt. Ab 1919 betätigte er sich als Chefredakteur bei der Publikation Deutsche Export-Revue um ein Jahr später zur Zeitschrift Überseedienst zu wechseln. Im Jahre 1923 gründete er mit anderen den Transatlantic Dienst und die Zeitschrift Weltpolitik und Weltwirtschaft. Er war auch der Begründer des Vereins für deutsche Wanderungspolitik. Als die Reichsregierung die Bildung der Zentralstelle für Auswandererauskuft unterstützte, sah er sein Vorhaben verwirklicht und löste den Verein wieder auf. In Berlin-Schöneberg wohnte er in seinen letzten Lebensjahren in der Luitpoldstraße 4.
Nach der „Machtergreifung“ der Nationalsozialisten schrieb er 1934 in der Zeitschrift für Politik eine Eloge auf Adolf Hitler, den er mit dem Faust in Goethes Faust II verglich.
Dix’ Schriften Raum und Rasse in Staat und Wirtschaft (1934), Triebkräfte der Politik (1934) und Was Deutschland an seinen Kolonien verlor (1935) wurden in der Sowjetischen Besatzungszone sowie zusätzlich Deutscher Imperialismus (1914) und Weltkrise und Kolonialpolitik (1932) in der Deutschen Demokratischen Republik auf die Liste der auszusondernden Literatur gesetzt.

## Ansichten und Vorstellungen
Dix galt mit seinen wirtschaftsgeographischen Studien als einer der Vordenker damaliger deutscher Europapolitik. Er prägte den Begriff des „Mitteleuropäischen Staatenbund-Imperialismus“, ein Konzept mit dem Absatzmärkte für deutsche Industriewaren gesichert und die Monopolstellung US-amerikanischer Warenlieferungen durch Einfuhren aus Südost-Europa und dem Nahen Osten gebrochen werden sollte. Dabei bezog er sich auf Friedrich List. Aus einem anfangs „mitteleuropäischen Zollverein“ – in Anlehnung an den Deutschen Zollverein – sollten die „Vereinigten Staaten von Europa“ werden und damit eine „feste Garantie gegen die Erdrückung Mitteleuropas durch die Riesenstaaten“, insbesondere durch die USA, so Dix 1912.
Seine Vorstellungen wurden vielfach verlegt und fanden Eingang in die Außenpolitik des Deutschen Kaiserreiches und die Denkvorstellungen rechtsliberaler Politiker der Weimarer Republik.
Er war Mitglied der Nationalliberalen Partei. Er hörte die wirtschaftswissenschaftlichen Vorlesungen des Münchener Professors Lujo Brentano und empfahl sie seinem jüngeren Bundesbruder Hjalmar Schacht.

## Schriften (Auswahl)
- Die Völkerwanderung von 1900. Beiträge zur deutschen Wanderungspolitik. Freund & Wittig. Leipzig. 1898
- Deutschland auf den Hochstraßen des Weltwirtschaftsverkehrs. Jena 1901
- Die Jugendlichen in der Sozial- und Kriminalpolitik. Jena: Verlag von Gustav Fischer 1902
- Afrikanische Verkehrspolitik. Paetel. Berlin 1907
- Sozialdemokratie, Militarismus und Kolonial-Politik auf den Sozialisten-Kongressen 1907. Buchh. der Nationalliberalen Partei. Berlin. 1908
- Die Wurzeln unserer Kraft. Über national-physische Krafterhaltung, national-wirtschaftliche Kraftentfaltung und national-politische Kraftgestaltung. Berlin. Allg. Verein für Deutsche Litteratur. 1909
- Deutscher Imperialismus. Dieterich Verlag. Leipzig 1912 (Online)
- Der Weltwirtschaftskrieg. Seine Waffen und seine Ziele. Leipzig, Verlag S. Hirzel 1914
- Bulgarien. Richters Reiseführer, Band 116. Hamburg/Leipzig 1917
- Zwischen zwei Welten. Die Völkerbrücke des Balkan. Dresden. Heimat und Welt-Vlg. 1917
- Wirtschaftskrieg und Kriegswirtschaft. Zur Geschichte des deutschen Zusammenbruchs. Mittler. Berlin 1920
- Zwischen Beresina und Wardar. Landsturmbriefe und Balkanbilder. Verlag Hermann Paetel. 1920
- Politische Geographie : weltpolitisches Handbuch. Oldenbourg. München 1923
- Politische Erdkunde. Jedermanns Bücherei. Natur aller Länder. Religion und Kultur aller Völker. Wissen und Technik aller Zeiten. Ferdinand Hirt. Breslau 1925
- Was Deutschland an seinen Kolonien verlor. Vw. Theodor Seitz. Berlin: Verlag der Werbestelle "Wieder Kolonien" 1919
- Schluss mit "Europa"!. Ein Wegweiser durch Weltgeschichte zu Weltpolitik. Mitteler. Berlin 1928
- Die deutschen Reichstagswahlen 1871-1930 und die Wandlungen der Volksgliederung. Mohr. Tübingen 1930
- Was geht uns Afrika an? Das heutige Afrika in Weltwirtschaft, Weltverkehr, Weltpolitik. Verlag Georg Stilke. Berlin. 1931
- Weltkrise und Kolonialpolitik. Die Zukunft zweier Erdteile. Neff. Berlin. 1932
- Raum und Rasse in Staat und Wirtschaft. Berlin, Edwin Runge Verlag 1934.
- Triebkräfte der Politik. Berlin: Heymann 1934.

Artikel
- Über Volksvermehrung und Wehrkraft in Deutschland. Preußische Jahrbücher – Bd. 91. Hg. Hans Delbrück. Berlin, Georg Stilke 1898
- Hausindustrie der Frauen in Danzig. Hausindustrie und Heimarbeit in Deutschland und Österreich. 2. Band: Die Hausindustrie der Frauen in Berlin. Schriften des Vereins für Socialpolitik. Leipzig, Duncker & Humblot, 1899

- Allgemeine Zeitung: Der Reichsstadt Augsburg Übergang an Bayern; das Sternenbanner auf dem Ozean. München. Verlag der Bayerischen Druckerei 1906

- Geographische Zeitschrift: Geographische Abrundungstendenzen in der Weltpolitik. 1911

- Jahrbücher für Nationalökonomie und Statistik:
  - Deutschlands wirtschaftliche Zukunft in Krieg und Frieden. 1910
  - Deutschland und der Balkanmarkt. 1916
  - Werdegang der bulgarischen Industrie. 1917
  - Volkswirtschaftliche Wandlungen in den Balkanländern als Dauerwirkungen des Krieges. 1918

- Geographische Zeitschrift: Das verkehrsgeographische Grundproblem des Weltkrieges: Die eurasische Hochstraße. 1917
- Balkan-Revue. Monatszeitschrift für die wirtschaftlichen Interessen der südosteuropäischen Länder
- Neuland. Berlin, Sassenbach. Jan. 1897

Herausgeber
- Der Egoismus. Verlag Freund & Wittig. Leipzig 1899
- Weltpolitik und Weltwirtschaft. zus. mit Alfred Ball. Journal. 1925
- Spectator zus. mit Alfred Ball. Wochenschrift. 1924–1926
- Raschdau, Ludwig. Der Weg in die Weltkrise. Betrachtungen eines deutschen Diplomaten aus den Jahren 1912–1919. Berlin, Verlag Mittler & Sohn. 1934